# 戈特哈德羅伊斯河
46°37′18″N 8°34′11″E / 46.62162°N 8.56960°E

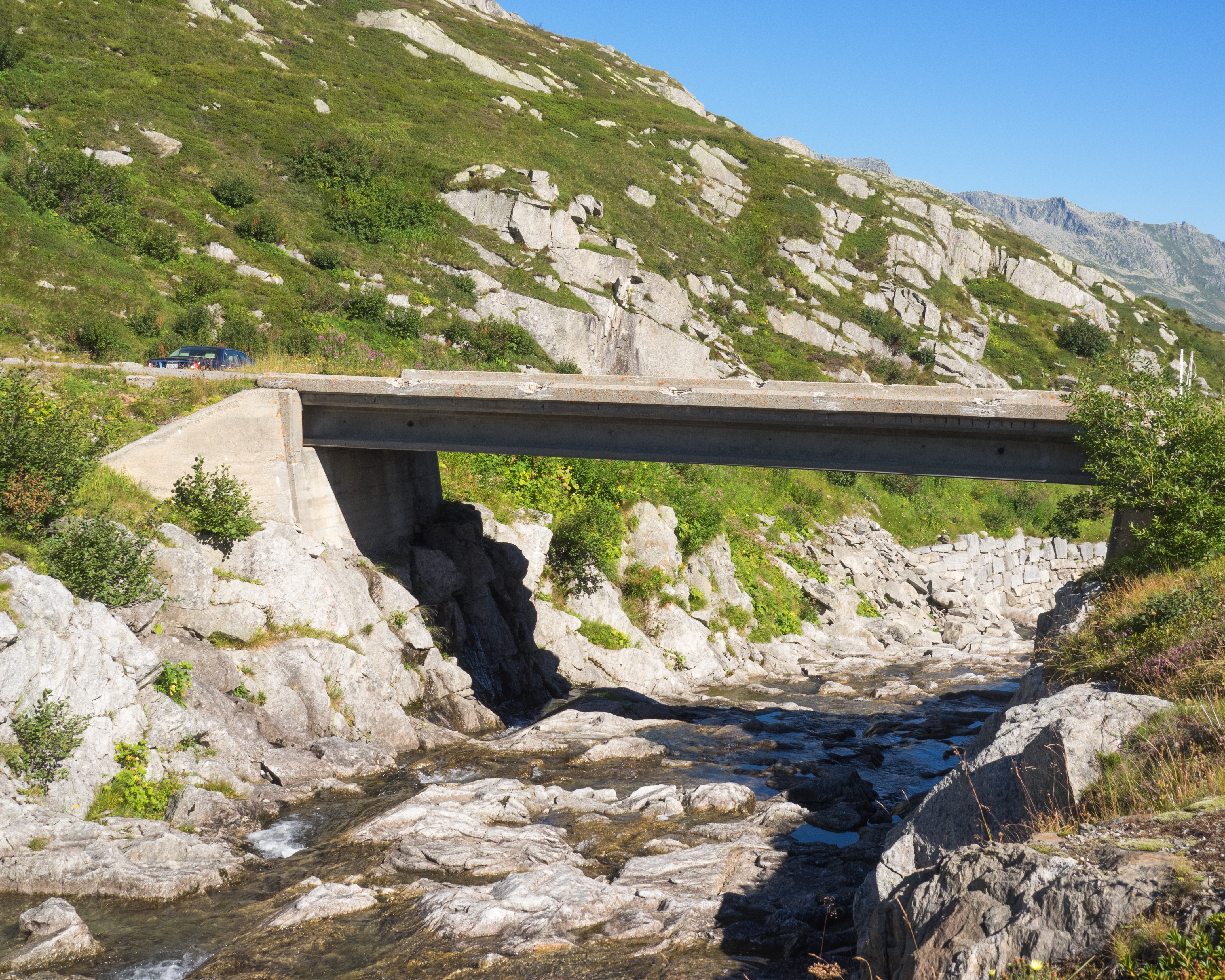

戈特哈德羅伊斯河是瑞士的河流，位於該國南部，流經提契諾州和烏里州，屬於羅伊斯河的右支流，河道全長9.1公里，流域面積32.6平方公里。